# Fruits Basket
Fruits Basket (フルーツバスケット Furūtsu Basuketto?) ibland förkortat till Furuba (フルバ?), är en japansk manga av Natsuki Takaya. Den publicerades i tidningen Hana to Yume av Hakusensha från 1999 till 2006. Serien finns även som en anime på 26 avsnitt.

## Handling
Fruits Basket handlar om en 16-årig tjej, Tohru Honda, som nyligen har blivit föräldralös efter att hennes mamma omkommit i en bilolycka. Tohru flyttar hem till sin farfar, men efter ett tag kommer de fram till att det hus de bor i måste renoveras. Farfadern flyttar då hem till en släkting och Tohru, som känner att hon inte vill ställa till med problem intalar honom att hon ska bo hos en kompis under tiden. Men i själva verket så flyttar hon ut i skogen och bor i ett tält, och försörjer sig själv med olika småjobb. Trots att hon möter många motgångar i sitt nya liv så förblir hon lika positiv som alltid.
En dag går Tohru förbi ett hus som hon bestämmer sig för att undersöka. På verandan möter hon Shigure och Yuki Sohma. Yuki går i samma skola som Tohru, och både han och Shigure undrar vad Tohru gör utanför deras hus. Tohru säger att hon bor i närheten och Yuki erbjuder sig att följa henne till skolan. På kvällen upptäcker Yuki och Shigure att Tohru bor ensam i ett tält. När tältet begravs i ett mindre jordskred beslutar de att hon ska få flytta in i deras hus och bo med dem. Tohru vill självklart inte vara i vägen så hon tackar nej. Men till slut så går hon med på det om hon får sköta hushållssysslorna. Snart flyttar även Kyo Sohma in i huset.
Tohru upptäcker till slut Sohma-familjens hemlighet, nämligen att det vilar en förbannelse över tretton av familjemedlemmarna. Varje gång de blir kramade av det motsatta könet blir de fysiskt svaga eller väldigt nervösa, och förvandlas sedan till ett av de 12 djurens andar från den kinesiska zodiaken, samt katten som enligt historien blev utesluten.
Nu när deras hemlighet har blivit upptäckt så måste familjen besluta om de ska radera Tohrus minnen eller ej. Men när hon lovar att hon aldrig ska avslöja deras hemlighet för någon, så beslutar de sig för det sistnämnda och Tohru blir mer eller mindre som en i familjen.

## Skillnader mellan mangan och animen
För det mesta är animen mycket lik de motsvarande mangakapitlen. Men ibland gör animen vissa ändringar i historien. Flera händelser kombineras, och vissa händelser, som Tohrus första möte med Momiji och alla hänvisningar till Tohrus baseballkeps, förekommer inte i animen överhuvudtaget. Animen la också till flera scener av Sohma medlemmar som av misstag omvandlas av Tohru. Till exempel i episod sex när Tohrus vänner Saki Hanajima och Arisa Uotani besöker Sohma huset, då det i animen sker en lång serie av oavsiktlig transformationer, sker det i mangan inte några förändringar alls under besöket.  Mycket av händelserna kring avslöjandet av Kyos sanna form har ändrats i animen, såsom att utöka jakt-sekvensen, Tohrus möte med Akito i skogen,  hennes möte med Hanajima och Uotani vid sin mors grav, och att Yuki också jagar efter Kyo, inget av detta är med i mangan.
Även flera karaktärer har ändrats i mangan. I mangan är Momiji halvtysk/halvjapansk och pratar regelbundet tyska. Shigures mörkare personlighet har tonats ned i animen, medan många av hans kommentarer i mangan antyder att en del av hans personlighet har utelämnats, tillsammans med de flesta av hans tidiga scener med Akito. I animen är Akito man och kommer att dö ung på grund av förbannelsen, i mangan är Akito kvinna men uppfostrad som man, och är inte döende. Kureno Sohma och Isuzu "Rin" Sohma är två Sohma-medlemmar som aldrig nämns eller visas i animen utan bara i mangan.

## Huvudfigurer
Tohru Honda (本田 透 Honda Tōru?)
Hon är 16-17 år, ca 157 cm lång och har långt brunt hår. Tohru är en mycket snäll och hjälpsam person som alltid sätter andra människors bästa först.
Yuki Sohma (草摩 由希 Sōma Yuki?)
Han är 16-17 år, ca 170 cm lång och har kort svart/grått hår.Han är skolans prins och alla älskar honom. Yuki är besatt av råttans ande och han förvandlas varje gång han blir kramad (av det motsatta könet), när han blir försvagad av sjukdom, eller när han är nervös.
Kyo Sohma (草摩 夾 Sōma Kyō?)
Kyo är 16-17 år, ca 171 cm lång, har kort orange hår och har ett mycket hetsigt temperament. Han är besatt av kattens ande och förvandlas varje gång han blir kramad av det motsatta könet. Kyo bär även en förbannelse som ingen av de övriga i familjen har, nämligen att han kan förvandlas till ett monster. För att hindra denna förvandling bär han alltid ett armband med svarta och vita pärlor, som på något magiskt vis förhindrar monstret att komma fram. Vad som händer med armbandet när han förvandlas till katt är oklart, men tydligen tappar han det aldrig utan det finns på plats på hans arm när han förvandlas tillbaka från katt till människa.

## Manga
Sedan november 2006 är Fruits Basket avslutad med 136 kapitel i Japan.
Serien är samlad i 23 pocketböcker och den sista publicerades den 19 mars 2007.
Fruits Basket publiceras i den svenska mangatidningen Shojo Stars. 

### Omslagen
Vilka karaktärer som är på omslaget i ordning:
| 1. Tohru Honda 2. Yuki Sohma 3. Kyo Sohma 4. Shigure Sohma 5. Kagura Sohma 6. Momiji Sohma 7. Hatori Sohma 8. Hatsuharu Sohma 9. Ayame Sohma 10. Kisa Sohma 11. Hiro Sohma 12. Ritsu Sohma |  | 1. Isuzu "Rin" Sohma 2. Kureno Sohma 3. Akito Sohma 4. Arisa Uotani 5. Saki Hanajima 6. Kazuma Sohma 7. Kakeru Manabe 8. Machi Kuragi 9. Ren Sohma 10. Katsuya Honda 11. Kyoko Honda |  |

## Anime
Fruits Basket-animen består av 26 episoder som sändes mellan 5 juli och 27 september 2001 i Japan. Serien följer de första 8 volymerna av mangan och har ett alternativt slut, i jämförelse med mangan. Serien finns utgiven i Sverige.